# Thecobathra nakaoi
Thecobathra nakaoi is een vlinder uit de familie van de stippelmotten (Yponomeutidae). De wetenschappelijke naam van de soort werd in 1965 gepubliceerd door S. Moriuti.